# Chaetostoma marcapatae
Chaetostoma marcapatae är en fiskart som beskrevs av Regan, 1904. Chaetostoma marcapatae ingår i släktet Chaetostoma och familjen Loricariidae. Inga underarter finns listade i Catalogue of Life.